# 밍간

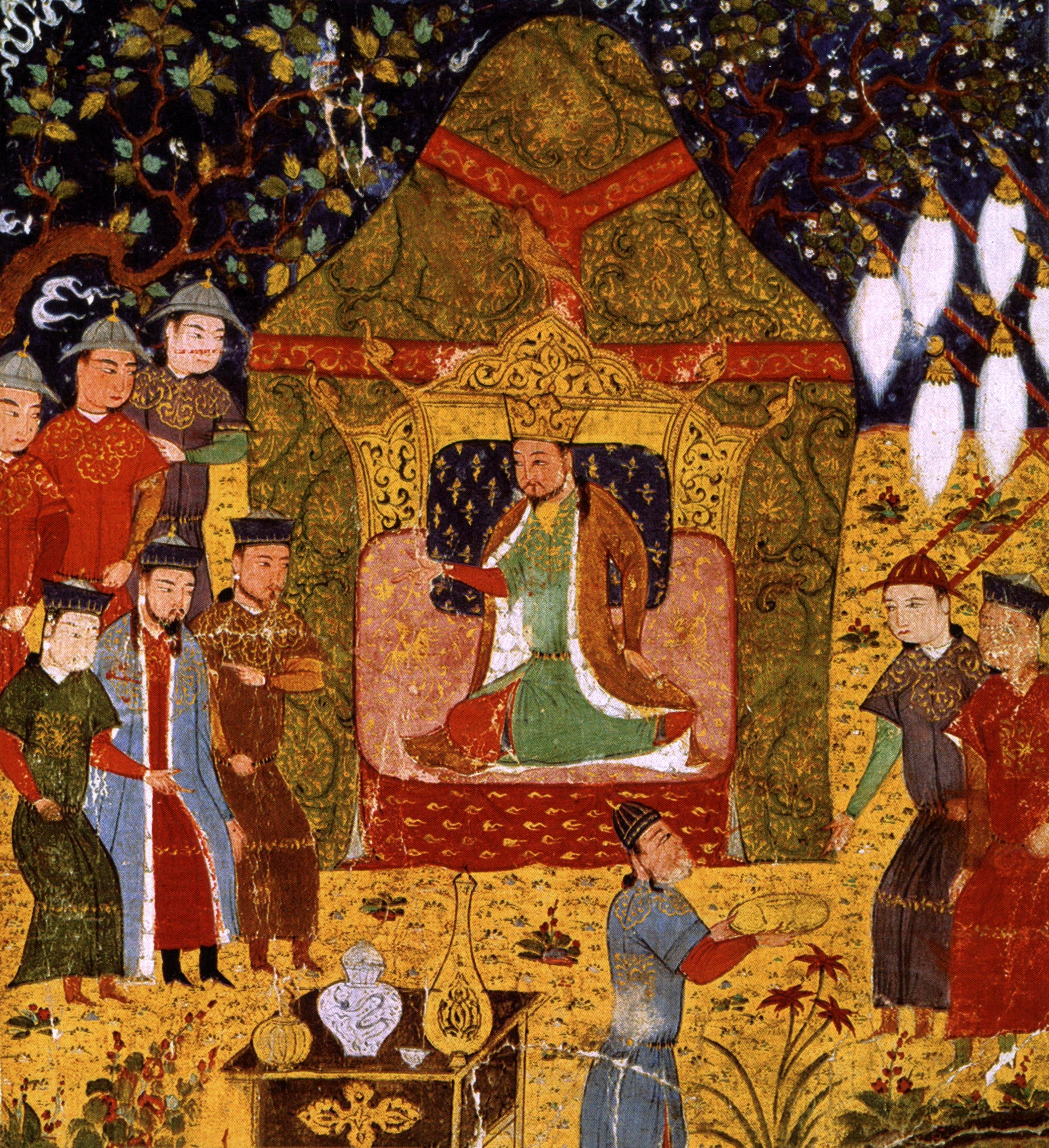
칭기즈 칸이 몽골을 통일하고 최초로 몽골 제국의 수립을 선포했던 1206년의 대(大) 쿠릴타이를 그린 삽화(라시드 앗딘의 《집사》수록). 쿠릴타이에 참여하는 것은 노얀(천인대장의 가계)의 특권 가운데 하나이기도 했다.

밍간(몽골어: ᠮᠢᠨᠭᠭᠠᠨ mingγan) 또는 천호제(千户制)는 몽골 제국의 군사 제도로써 칭기즈 칸 시대에 완성된 군정일치(軍政一致)의 사회 조직 형식을 가리킨다. 한문 음차로 맹안(猛安)으로 표기하기도 한다.
1204년에 칭기즈 칸이 나이만 족을 치기 앞서 그의 부족은 이미 밍간(천호) 제도를 시행하고 있었다고 알려져 있다. 십진법에 따라 가까운 곳에 모인 가구 10호를 묶어 아르반(십호), 이 아르반(십호)을 다시 열 개 모아서 자우트(백호), 자우트(백호)를 다시 열 개 모아 밍간(천호)으로 삼았다. 이들은 각기 단위별 지도자가 임명되었는데, 1206년 몽골을 통일한 칭기즈 칸은 전 몽골을 95개 천호로 개편하고, 88명의 휘하 공신들을 노얀(즉 천호장)으로 임명하였다. 노얀(천호장)은 천호를 다스리며 다시 그 자손에게 노얀(천호장)의 지위를 물려주었다. 천호가 다시 열 곳이 모이면 이를 투먼(만호)라 했다.
몽골 제국이 중국 대륙을 지배하고 원(元)이 세워진 뒤에는 투먼(만호)과 밍간(천호)는 다시 상, 중, 하의 3등급으로 나뉘었고, 백호는 2등으로 나뉘었으며, 각기 만호부(万户府), 천호소(千户所), 백호소(百户所)가 세워졌다. 천호소는 배속된 군사의 수에 따라서도 7백 인 이상이면 상(上)천호소, 5백 인에서 7백 인은 중(中)천호소，3백에서 5백 인 정도면 하(下)천호소라 구분했다. 천호소 한 곳마다 다루가치(达鲁花赤) 한 사람을 두었다.
중국 학계에서는 밍간(천호)제의 기원을 선비족(鮮卑族)이 유목 생활을 하던 시절의 군사 제도에서 찾고 있으며, 중국 왕조에 수입되어 수(隋) · 당(唐)의 부병제(府兵制) 및 명(明)의 위소제(衛所制)로 발전하였다고 보고 있다.

## 명칭
몽골 제국은 그들이 정복한 각 지역에서 밍간 제도를 시행하였으므로 유라시아 지역 전역에서 「밍간」은 다양한 호칭으로 불렸다. 대부분의 지역에서는 현지 언어에서 「천」(千, Thousand)이라는 숫자를 가리키는 단어로 「밍간」을 치환하여 불렀는데, 그 가운데서도 한자 문화권에서는 「천호」(千戸), 아라비아 문자 문화권에서는 「하자라」(هزاره/hāzāra)라는 호칭이 침투해 있었다. 한편으로 「밍간」을 그대로 음역하는 경우도 있었는데 원대(元代) 한문 사료에서 보이는 「명안」(明安)이라는 인명도 실제로는 Mingγan의 음역이다.
예로부터 한문 훈독의 전통이 있었던 일본의 역사학회에서는 밍간(Mingγan)이라는 용어는 한문사료의 기재를 따라 「천호」(千戸) 또는 「천호장」(千戸長)이라는 표기를 쓰는 것이 보통이었다. 그러나 몽골어 사료 ・ 페르시아어 사료의 이용이 확산되고 중국 중심적인 사관에 대해 비판이 이루어짐에 따라 「천호제도」(千戸制度)라는 명칭도 나타나게 되었다. 몽골사를 연구한 일본인 학자 스기야마 마사아키(杉山正明)는 「『천호제도』라는 말은 중화식의 『호』(戸) 개념을 전제하고 있으며 『인』(人)을 기초단위로 했던 유목민에게는 적절하지 않고 『천인대제도』(千人隊制度)라고 불러야 할 것」이라고 주장하고 있다. 이러한 주장에 따라 최근의 일본의 몽골사학 연구에서는 밍간을 「천인대」(千人隊)라고 번역하는 용례가 늘어나고 있다.

## 역사

### 연혁
예로부터 몽골 고원의 유목국가들 사이에서는 십진법을 기초로 하는 사회 ・ 군사 단위를 편제해 왔고, 그 기원은 기원전의 흉노(匈奴) 시대로까지 거슬러 올라간다. 테무친, 훗날 몽골 초원을 통일하고 칭기즈 칸이라 불리게 될 인물이 등장했을 때 몽골에서는 부족(部族)/씨족(氏族)이 숙영할 때 적군이 침입에 대비해 원형의 진을 짰고, 이를 몽골어로 쿠리엔(Kürien)라고 불렀다. 일반적으로 하나의 쿠리엔은 1천 명으로 구성되어 있었고 1쿠리엔＝1천명 부대는 당시의 유목 사회의 기본적인 구성단위로 보인다.
12세기 말에 몽골부 키야트 씨(氏)의 수장이 된 테무친이 최초로 거느렸던 군대는 키야트 씨에 속한 여러 쿠리엔들이었다. 『몽골비사』에서 「13익」(翼, 13쿠리엔)이라고 칭하고 있는 이들 쿠리엔은 씨족적인 체제에서 결성된 것으로 테무친은 이들 「13익」들에 대해 특별히 절대적인 권한을 지니고 있다고 할 수는 없었으며, 심지어 각 퀴리엔(익)의 수장들은 테무친의 출병 요청을 거부하기도 하였다.
한편 「13익」 안에서 제2익(翼)은 테무친 직속이었고, 테무친의 여러 아들과 형제, 너커르(동지), 케식(친위대)로 구성되어 있었다. 테무친은 자신의 세력을 확대시키는 과정에서 절대적인 충성심을 갖지 않은 키야트 씨의 여러 퀴리엔들을 의지하지 않고 어디까지나 자신에 직속된 부대(즉 제2익)을 확대시킨다는 방침을 취했다. 때문에 「13익」의 대부분은 테무친이 몽골 고원을 평정하는 과정에서 반란을 일으킬 체제가 자연소멸하고, 제2익으로 케식을 맡고 있던 자들이 천인대를 이끄는 장군이 되어, 훗날 몽골 제국의 간부층이 된다.
1203년, 테무친은 아직 몽골에 복속되지 않은 마지막 유력 부족인 나이만 부를 치면서 「숫자를 숫자로 보태고, 1천을 1천으로 해서, 천호(千戸)의 관인, 백호(百戸)의 관인, 십호(十戸)의 관인을 그에 임명한다」라고 말하며, 처음으로 자신의 군세를 재편성해 천인대로 구분하고 각각 천인대장(千人隊長) ・ 백인대장(百人隊長) ・ 십인대장(十人隊長)을 지명하였다. 재편성된 천인대는 재래의 씨족적 원리가 아닌 테무친이 정한 제도에 따라 행동했고, 천인대장도 기존의 씨족장이 아니라 테무친의 너커르나 케식이었던 자들로 임명되었다.
1206년, 몽골 고원의 통일을 완수한 테무친은 칭기즈 칸이라 불리며 몽골 제국을 세웠고, 국가 체제의 제정에 착수했다. 대칸 즉위 직후에 칭기즈 칸은 재차 몽골 고원 통일에 공적을 세웠던 자신의 공신들을 「천인대장」으로 임명하고, 동시에 그들에게 1천 명의 유목 집단과 유목지를 분봉한다. 이때 제정된 천인대는 95개였고, 칭기즈 칸은 그 가운데 12개의 천인대를 자신의 아들들(주치 ・ 챠가타이 ・ 우구데이)에게 분봉해 제국의 우익부로 삼고, 또 다시 12개의 천인대를 자신의 동생들(카사르 ・ 카치운 ・ 옷치긴)에게 분봉해 제국의 좌익부를 삼았다.
또한 칭기즈 칸은 자신의 휘하에 남은 「중군」(中軍) 또한 우익(서방) ・ 좌익(동방)으로 나누어 서방의 「오른편의 알타이 산에 거하는 만인대(万人隊)」의 만인대장을 보오르추로 임명하고, 동방의 「왼편의 카라운 지둔에 기댄 만인대」의 만인대장을 무칼리로 임명해, 좌우 양익을 각기 통괄하였다. 이와 같이 칭기즈 칸이 정한 국가 구조는 몽골 제국의 기본 형태가 되었고, 이후 많은 변화를 겪으면서도 천인대를 핵으로 하는 「좌익 ・ 우익 ・ 중군」의 삼극(三極) 구조는 오랜 시간 유지되었다.

### 칭기즈 칸 사후의 변화
칭기즈 칸의 대칸 등극(1206년) 때에 95개였던 천인대는 각지의 정복전쟁을 거치면서 증대되어 칭기즈 칸의 사망(1227년) 때에는 129개를 헤아렸다. 이 가운데 칭기즈 칸의 여러 자제들의 상속분(28개 천인대)을 제외하고 칭기즈 칸에 직속된 101개 천인대는 말자상속(末子相續) 즉 막내아들에게 상속된다는 풍습에 따라 칭기즈 칸의 막내아들 툴루이가 물려받게 되었다. 그러나 칭기즈 칸 사후 그의 셋째 아들 우구데이가 대칸으로 즉위하고, 툴루이가 대칸이자 형인 우구데이조차 아득히 뛰어넘는 군단(＝천인대)를 소유하고 있는 점이 문제시되기에 이른다.
우구데이 칸이 금(金)을 정복한 뒤에 정복지를 분배하는 과정에서 툴루이 울루스가 소유하고 있던 천인대에 대한 두 가지 변경이 이루어졌다. 하나는 툴루이 가문에 속한 천인대를 우구데이 가문으로 옮기는 것이었다. 대칸 즉위에 즈음해 우구데이는 툴루이와 관계가 깊은 「칭기즈 칸의 케식(친위대)」를 넘겨받는 대신 101개 천인대 가운데서 새롭게 1만 명의 케식을 편제하였다. 우구데이는 또한 툴루이 가문 속에서 네 개의 천인대를 뽑아 자신의 아들 쿠덴에게 주어 새로 쿠덴 울루스를 형성하게 하였다. 이때 칭기즈 칸 이래의 중신이 「칭기즈 칸께서 정하신 소속은 그것이 대칸이라 하더라도 바꿀 수 없다」며 항의하였다는 기록이 있다. 다른 하나의 변경은 툴루이 가문에 속한 천인대 가운데 비교적 유력한 유목집단을 독립시켜 울루스를 세우는 것을 인정하였다는 것이다. 병신년(1236년)에 행한 정복지 화북(華北)의 영토 ・ 백성의 분배는 독립한 울루스의 통치자(주로 몽골의 종실제왕)들이 그 대상이 되었는데, 거기에는 툴루이가 원래 이어받았을 천인대 대장의 이름도 올라있다. 또한 이때 독립한 천인대는 우익(서방)보다는 좌익(동방)에 속한 자들이 많았고 그 가운데서도 특히 유력한 다섯 천인대＝부족을「왼손의 5투하(投下)」라고 불렀다. 우익보다도 좌익 쪽이 보다 독립성이 높았던 것은 칭기즈 칸이 중앙아시아 원정에 종사했을 때 우익의 천인대가 칭기즈 칸의 지휘 아래 있었던 것에 비해 좌익의 천인대 일부는 칭기즈 칸의 부하였던 무칼리 국왕의 지배하에 금 공략에 참가했고, 자유로운 행동을 취한 경우가 많았기 때문으로 추측되고 있다.
결국 툴루이가 이어받은 101개의 천인대(＝10만 1천 명) 가운데 1만 명이 우구데이의 케식이 되었고, 4천이 우구데이의 아들 쿠덴의 울루스에 속하게 되었고, 6만 6천 명은 독립된 울루스를 형성해, 툴루이 울루스에는 21개의 천인대(2만 1천 명)만이 남게 되었고, 툴루이 울루스는 예전에 비해 독립된 좌익이 소멸되고 우익에 편중된 구성을 이루게 된다. 좌익 천인대의 독립화와 우익 천인대의 툴루이 울루스로의 종속화는 그 뒤로도 지속되었고, 이후의 몽골 제국의 정국 변화에 큰 영향을 끼치게 된다.

### 몽골 제국의 내분
우구데이 칸이 사망한 뒤, 몽골 제국은 대칸 계승전이 더욱 격화되는 가운데 천인대장 사이의 대립도 눈에 띄게 드러난다. 1251년 즉위한 몽케 칸은 자신에게 적대하던 우구데이 가를 지지했던 세력을 탄압했고, 몽골 제국 수립 이래의 유력자들이 상당수 몰락하였다. 이르게이나 젤메와 같은 천인대장이 칭기즈 칸의 공신으로써 저명한 인물이었음에도 그 자손에 대한 기술이 줄어드는 것은 제각기 그들의 후계자가 우구데이 가문을 지지했기에 몽케 칸의 탄압을 받고 몰락해버렸기 때문으로 여겨지고 있다.
몽케 칸 사후, 쿠빌라이와 아리크 부케와의 대칸 계승 전쟁이 벌어졌을 때도 비슷한 상황이 벌어졌다. 툴루이 울루스의 본래 영지를 이어받은 아리크 부케가 우익의 천인대를 주력으로 하고 있었던 것에 비해 쿠빌라이는 남송(南宋) 원정 이래로 관계가 있던 좌익의 천인대를 의지하고 있었고, 최종적으로 쿠빌라이가 승리하면서 좌익의 천인대장(특히 5투하)은 쿠빌라이 즉위의 공로자로써 대원(大元) 울루스에서 우대받게 된다. 한편 오이라트부의 쿠두카 베키 가문을 필두로 하는 우익 천인대장은 대칸 계승 전쟁에 패한 몽케 가문, 아리크 부케 가문에 동정적이었고, 시리기의 난 등 쿠빌라이에 맞서 반란을 일으킨 왕족들을 돕는 등, 우익과 좌익의 천인대의 경우는 큰 차이를 보이게 된다.
쿠빌라이 칸 이후 대원 울루스가 성립되고 정치의 중심은 대도(大都) ・ 상도(上都)를 중심으로 하는 수도권으로 옮겨졌고, 몽골 고원의 천인대의 동향에 대해서는 기록이 줄어들게 된다. 때문에 원대의 천인대에 대해서는 명확하지 못한 점이 많다.

### 북원 시대
1368년、남경(南京)에서 개창된 한족의 명(明) 왕조의 공격으로 대원 울루스는 대도를 잃고 장성 이남의 영지를 내버린 채 몽골 고원으로 돌아오게 된다.
몽골 고원으로 돌아온 대원 울루스의 고관(노얀)들이 의지한 것은 몽골 고원에 잔존해 있던 밍간(천인대)였고, 그들의 유목지(nutuq)로 돌아온 노얀들은 다시금 유목영주화된다. 많은 영토를 잃기는 했지만 몽골 울루스는 해체되지 않고 명 왕조의 압박에서도 버틴 것은 천인대 제도가 건재했기 때문이었다고 평가받고 있다.
14세기 말부터 15세기에 걸쳐 몽골에서는 쿠빌라이 가문과 아리크 부케 가문과의 사이에 다시금 대칸 계승 전쟁이 벌어졌고 그러한 내란 속에서 몽골의 사회체제도 변화를 피할 수 없었고, 기존의 밍간(천인대)는 변용되어 오토크(otoq)가 되어 많은 오토크를 내포한 투먼(만인대)이 새로운 유목집단의 기초단위가 된다.

## 군사제도로써의 밍간

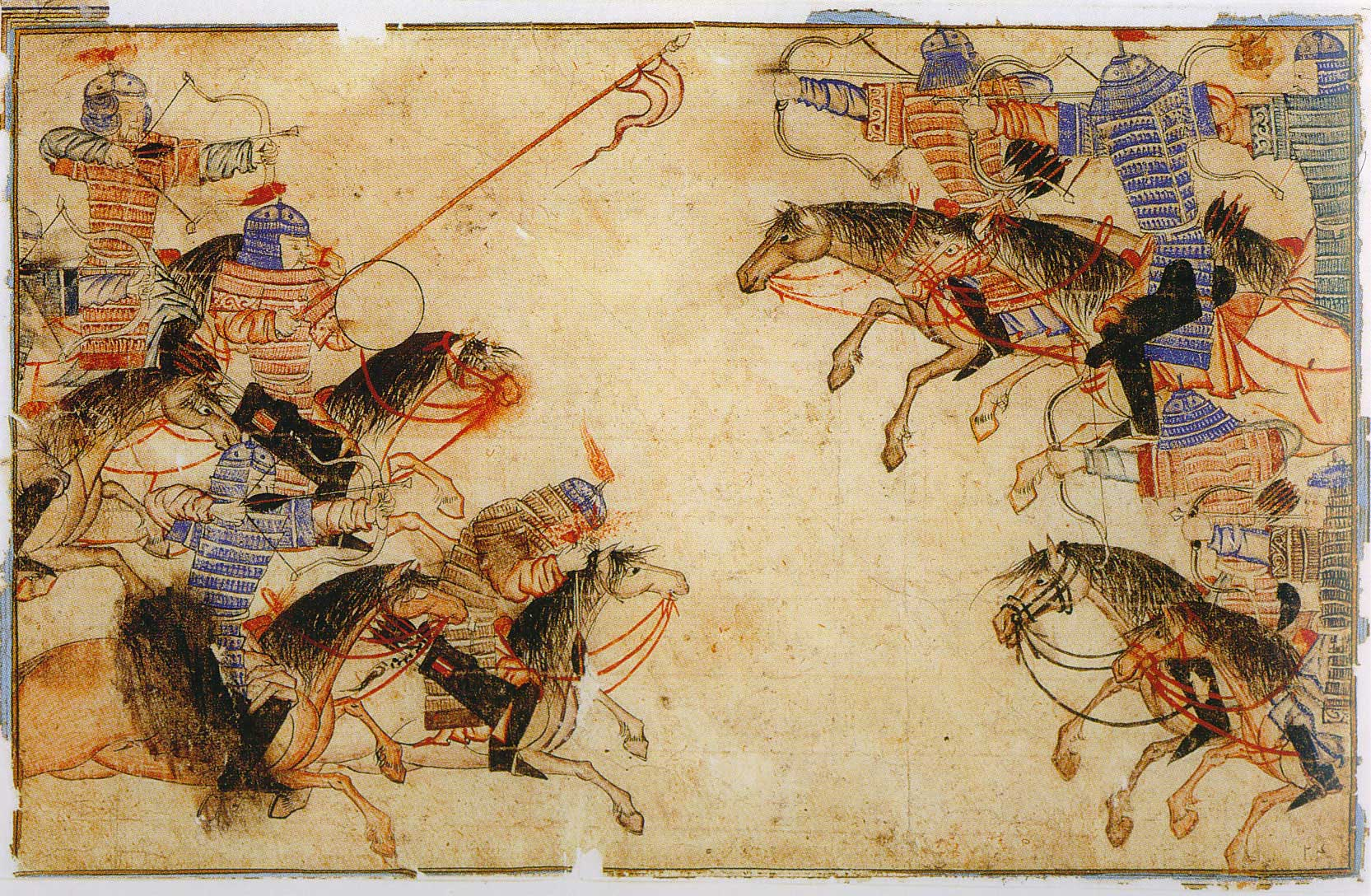
라시드웃딘의 집사에 삽입되어 있는 튀르크-몽골 기병대의 회전 장면.

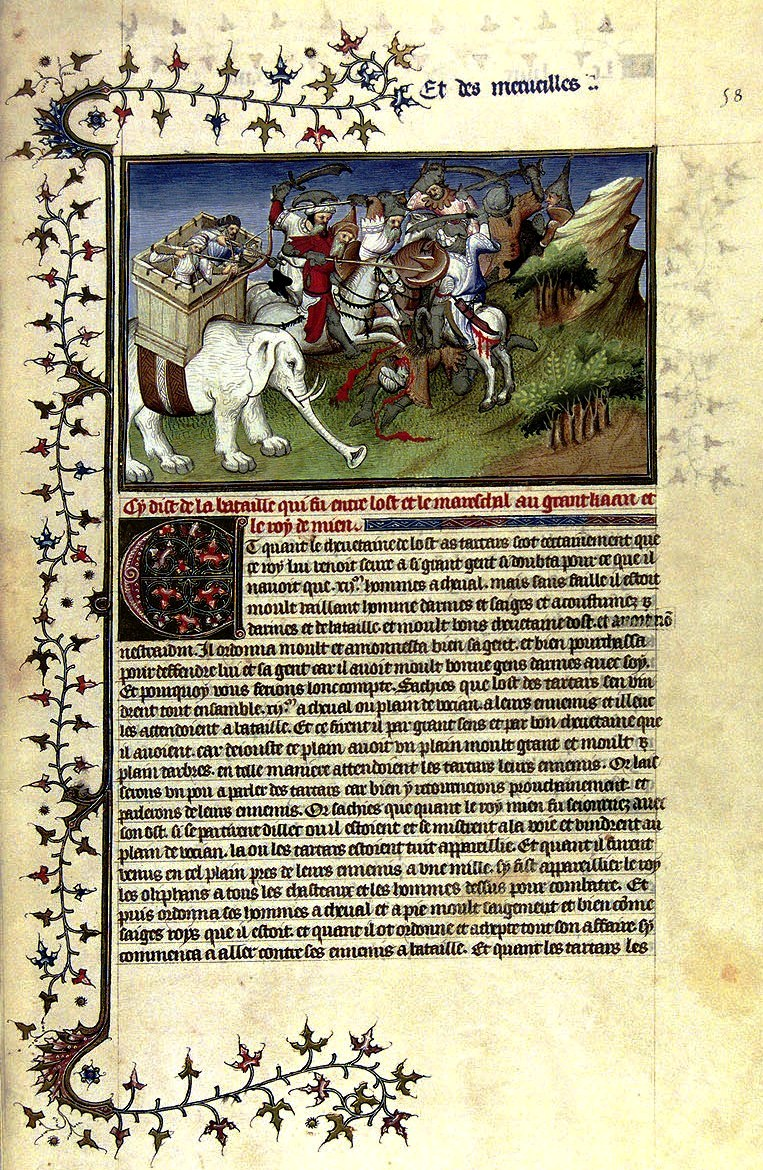
동방견문록

단기간에 광대한 지역을 정복한 몽골 제국의 군사 제도는 주변 국가들의 관심을 끌었고, 몽골 제국을 방문한 여행자 대부분은 이러한 몽골군의 군사제도에 대한 언급을 남겼다.
조공(趙珙, 남송) 『몽달비록』(蒙韃備録, 1221)
- ……(몽골인은) 병사를 수십만을 동원할 때에조차 거의 문서를 쓰지 않고 원수부터 천호(천인대장), 백호(백인대장), 패자두(牌子頭, 십인대장)까지 명령이 전해져 실행된다.

요하네스 데 플라노 카르피니(Iohannes de Plano Carpini, 프란시스코회 수사) 『몽골인의 역사』(Historiae Mongalorum, 1240)
- ...... 군대 편성에 대해서는 칭기즈 칸은 다음과 같이 명했다. 열 명 위에 한 명이 있는데, 이를 우리는 십인대장(아르바투)이라고 부른다. 열 명의 십인대장 위에 한 명이 있는데, 이는 백인대장(자쿠투)이라 명명된다. 열 명의 백인대장 위에 한 명이 있는데, 이는 천인대장(밍가투)이라고 부른다. 열 명의 천인대장 위에 한 명이 있는데, 그 수는 어둠을[15] 뜻한다. 전군에 2명 내지 3명(의 지휘관)을 두지만, 실제로는 1명이 최고 지휘권을 쥔다.

알라 알 딘 아타 말릭 주바이니(‘Alā' al-Dīn ‘Aṭā-Malik Juvainī, 페르시아의 역사학자) 『세계정복자의 역사』(تاريج جهانگشاء, 1260)
- ……모든 사람은 열 개의 부대로 나뉘고 열 명 중 한 명이 다른 아홉 명의 지휘관으로 임명된다. 그 지휘관 열 명 중 1명에게 1백 명의 지휘관 칭호가 주어지고, 1백 명의 부대 전체가 그 휘하에 놓인다. 천 명에 대해서도 마찬가지로 행해지고 1만 명에 대해서도 마찬가지로 '도만'의 지휘관이라 불리는 지휘관을 임명한다. 이러한 편제에 따라 긴급시 인원과 물자가 필요할 경우에는 '도만'의 지휘관으로 임명하면 1천 명의 지휘관에게 하명되어 열의 지휘관에게 도달한다.

마르코 폴로(베네치아 공화국)『동방견문록』(1300)
- ……그 군대는 다음과 같이 편제되어 있다. 타타르의 군주가 10만 기를 이끌고 싸움에 나서기로 하면 그는 다음과 같이 만사를 준비한다. 10명씩, 100명씩, 1000명씩, 1000명씩, 1000명씩 각각 1명의 지휘관을 두고 그는 (만인대장) 열 명과 협의만 하면 된다. 만인대장도 (천인대장) 열 명과 협의할 뿐이고 천인대장도 (백인대장) 열 명과 협의할 뿐이고, 백인대장 역시 (십인대장) 열 명과 협의할 뿐이다. 이처럼 각자는 상관에 대해 책임을 지는 것이다. 10만 명의 영주가, 어느 지역에 군대를 파견하려고 할 때, 그는 만인대장에게 1천 명의 동원을 명한다. 그리고 만인대장은 천인대장에게 할당분의 동원을 명한다. 이렇게 해서 모두 즉시 해야 할 일을 양해하고 할당분을 동원한다. 그것은, 그들은 세계의 어느 사람들보다, 명령에 충실하기 때문이다. 10만을 tuc, 1만을 toman이라고 하고, 1000명씩, 100명씩, 10명씩으로 편제되어 있다.

이들 기술은 몽골군이 10, 100, 1000, 10000과 같은 십진법 구분에 따라 편제되었으며 각각 십인대장, 백인대장, 천인대장, 만인대장이 임명되었다는 점에서 일치한다. 그러나 지휘관이 여러 직장을 겸하는지에 대해서는 기술이 나뉘는데, 주바이니가 만인대장은 동시에 천인대장, 백인대장, 십인대장도 겸한다고 기술하는 반면, 카르피니는 각 분대장이 전혀 별개의 존재라고 기술하고 있다. 실제 역사에서 몽골 제국 초기 천인대장이면서 만인대장을 겸한 무칼리, 보오르추처럼 한 지휘관이 복수의 직장을 겸한 예가 보이는 데 반해, 원대에는 그러한 사례를 볼 수 없다는 점에서 칭기즈 칸이 제시한 원칙은 직장을 겸하지 않는 것이었으며, 복수의 직장을 겸하는 것은 몽골 제국 개창 초기에 볼 수 있었던 특수한 사례라고 추측되고 있다.

## 케식과의 관계
천인대 제도는 칭기즈 칸이 정한 또 하나의 제도인 「케식 제도」와 밀접한 관계가 있다. 1206년、천인대 제도를 정비한 칭기즈 칸은 동시에 케식텐(친위대) 제도도 재편해서 규모를 늘리고 정원 1만 명으로 하였다. 또한 칭기즈 칸은 「지금, 내가 있는 곳을 돌아가며 시위할 자를 천인대장마다 1천 명씩 골라 넣으라.」라며 케식텐의 구성원은 천인대장의 자제로부터 선출하도록 명했다.
대칸의 측근에서 모시는 케식은 대칸의 친위군이자 동시에 의복 ・ 식사 등을 맡아보는 가정기관이기도 했으며, 간부 양성 기관으로써의 일면도 지니고 있었다. 몽골 제국을 책임질 전도유망한 천인대장의 자녀는 케식텐에 입성하여 국가적 서무에 종사하고 장차 고위관료가 되기 위한 교육을 받았으며, 동시에 칸과의 신뢰관계를 구축하였다. 몽골 제국의 시대에 이름을 남긴 저명한 고관대작 대부분이 그 조상이 칭기즈 칸으로부터 임명된 천인대장을 둔 노얀의 출신이자 젊은 시절 케식으로 성장했고 자라서 케식을 떠나 벼슬길에 올랐다.
또한 『몽골비사』에는 1만 명의 케식이 구성되어 있었다고 했으며 그 가운데 헵테울(Kebte’ul, 숙영宿営)은 라시드웃딘의 『집사』에서 「친위천인대」(hezāre-ye buzurg) 또는 「칭기즈 칸 직속의 천인대」(hazāra-ye khāṣṣ-i Chīnkkīz Khān)라 불리는 군단으로 해당하였다.

## 칭기즈 칸의 천인대장들
칭기즈 칸 자신이 직접 임명한 최초의 천인대장은 몽골 제국의 근간을 이루는 귀족층이 되었고, 대원(大元) 울루스나 훌라구 울루스에서는 고관들의 대다수가 칭기즈 칸 시대의 천인대장의 자손들이라 칭했다. 때문에 몽골 시대에는 칭기즈 칸 시대의 천인대장을 언급하는 사료가 많이 편찬되었는데 그 가운데서도 『원조비사』와 『집사』는 「칭기즈 칸의 천인대장」 일람을 기재하고 있어 천인대장을 연구하는 데에 있어 기본사료가 되고 있다.
그러나 『원조비사』와 『집사』의 기술을 비교하면 전자가 88명의 천인대장과 95개의 천인대에 대해 언급하고 있는 것에 비해 후자는 천인대장과 129명의 천인대에 대해 기술하고, 어느 한쪽 사료에서는 아예 언급도 되지 않는 천인대장이 다수 발견되는 등 양자의 기술은 차이점이 많다.
이러한 차이로 인해 『원조비사』에 기록된 천인대장은 몽골 제국이 세워졌던 시점(1206년)의 상태를 기술한 것이고 『집사』에 기록된 천인대장은 칭기즈 칸이 사망할 당시(1227년)의 상태를 기술한 것이라는 점이 거론된다. 때문에 1206년 시점에서는 케식의 대장이었다가 후에 천인대장으로 승진한 자(알카이 카사르 등)、1206년 이후에 몽골 제국에 귀순해 천인대장으로 임명된 자(오이라트의 쿠투카 베키 등)에 대해서는 『원조비사』에 기록되어 있지 않다.
또한 『집사』에서는 「3천인을 거느린 잘라이르부의 무칼리 국왕」 등과 같이 복수의 천인대를 소유한 천인대장이 곳곳에 보인다. 이들은 한 사람의 인간이 복수의 천인대를 통솔하고 있었던 것이 아니라 한 사람의 상급 천인대장이 다른 하급 천인대장의 임명권을 가지고 있었던 것이다. 때문에 『집사』에서는 하급 천인대장을 생략하고 상급 천인대장만을 기술한 것으로 『원조비사』에는 나오고 『집사』에는 나오지 않는 인명의 대부분은 생략된 하급 천인대장일 것으로 추측되고 있다. 예를 들어 『집사』는 우루드(Uru'ud) 부족의 천인대장에 대해 「4천 명을 거느렸다」는 케흐테이(Kehetei) 만을 거론하고 있을 뿐이지만, 『원조비사』에서는 케흐테이의 아버지 주르체데이(J̌ürčedei)와 동생 부지르(Buǰir)까지도 천인대장의 한 사람으로 기술하고 있다. 본래 주르체데이, 케흐테이, 부지르 전원이 우루드 부의 천인대장이었음에도 『집사』는 1227년 시점에서 상급 천인대장이었던 케흐테이만을 우루드부의 천인대장으로써 기록한 것으로 보인다.
마찬가지로 무칼리(3위)의 친족인 토게(10위)는 「무칼리의 3천인대」의 하급 천인대장으로, 알치 쿠레겐(86위)의 친족인 오울 쿠레겐(79위)과 치구 쿠레겐(85위)은 「알치 쿠레겐의 5천인대」의 하급 천인대장이었던 것으로 추측되고 있다.

### 1206년에 임명된 천인대장
| 천인대장             | 페르시아어 표기(『집사』) | 한자 표기(『비사』) | 공신 순위 | 소속               | 부족                | 비고                                                                     |
| -------------------- | ------------------------- | ------------------- | --------- | ------------------ | ------------------- | ------------------------------------------------------------------------ |
| 뭉릭 에치게          | Munklīk Ījīka             | 蒙力克額赤格        | 1         | 중군 우익          | 콩코탄              | 콩코탄 부의 수장                                                         |
| 보오르추 노얀        | Būrjī Nūyān               | 孛斡児出            | 2         | 중군 우익          | 아룰라트            | 사준(四駿)의 한 사람으로, 우익의 만인대장, 원사 권119에 열전이 있다.     |
| 무칼리 국왕          | Mūqalī Kūyānk             | 木合黎国王          | 3         | 중군 좌익          | 잘라이르            | 사준의 한 사람으로, 좌익의 만인대장, 원사 권119에 열전이 있다.           |
| 코르치 우순 에브겐   | Qūrjī Nūyān               | 豁児赤              | 4         | 중군 우익          | 바아린              | 10개의 천인대를 거느렸으며 만인대장으로 임명되었다.                      |
| 이르게이 노얀        | Īūkāi Nūyān               | 亦魯該              | 5         | 우구데이 가        | 잘라이르            | 우구데이의 왕부                                                          |
| 주르체데이           |                           | 主児扯歹            | 6         | 중군 좌익          | 우르우트            | 집사에는 아들인 케흐테이와 혼동되어 있으며 원사 권120에 열전이 있다.     |
| 쿠난 노얀            | Kūnān Nūyān               | 忽難                | 7         | 주치 가문          | 게니게스            | 주치의 왕부                                                              |
| 쿠빌라이 노얀        | Qūbīlai Nūyān             | 忽必来              | 8         | 콜겐 가문          | 바를라스            | 사구(四狗)의 한 사람으로, 콜겐의 왕부(王傅)                              |
| 젤메                 | Yīsū Būqā Tāīshī          | 者勒蔑              | 9         | 중군 좌익          | 우리얀 한           | 집사에서는 후계자인 아들 예수 부카만이 기록되어 있다.                    |
| 토게                 |                           | 禿格                | 10        | 중군 좌익?         | 잘라이르            | 무칼리(3위)의 종형제인데 집사에는 대응하는 인명이 없다.                  |
| 데게이               | Takā                      | 迭該                | 11        | 우구데이 가        | 베스투              | 우구데이의 왕부                                                          |
| 톨룬 체르비          | Tūlūn Jarbī               | 脱欒扯児必          | 12        | 중군 우익          | 콩코탄              | 뭉릭 에치게(1위)의 아들                                                  |
| 옹구르               | Ūnkūr Nūyān               | 汪古児              | 13        | 중군 좌익          | 바야우트            | 원래는 바우르치(음식을 맡은 관리) 직책에 있었다.                         |
| 칠구테이             |                           | 出勒格台            | 14        | ?                  | 술두스              | 원래는 우르두치(칼을 찬 자) 직책에 있었다.                               |
| 보로클 노얀          | Būrqūl Nūyān              | 孛忽勒              | 15        | 중군 우익          | 후신                | 사준(四駿)의 한 사람으로, 무칼리의 부관이었다. 원사 권119에 열전이 있다. |
| 시기 쿠투그          | Shīkī Qūtūqū              | 失吉忽禿忽          | 16        | 중군 우익          | 타타르              | 예케 자르구치(대단사관) 직책에 있었다.                                   |
| 구추                 |                           | 古出                | 17        | 옷치긴 가문        | 메르키트            | 옷치긴 가의 왕부였으나 집사에 대응하는 이름이 없다.                      |
| 코코추               |                           | 闊闊出              | 18        | 옷치긴 가문        | 베스투              | 옷치긴 가문의 왕부였으나 집사에는 대응하는 인명이 없다.                  |
| 코르코순             |                           | 豁児豁孫            | 19        | 옷치긴 가문        | ?                   | 옷치긴 가문의 왕부였으나 집사에는 대응하는 인명이 없다.                  |
| 후순                 |                           | 許孫                | 20        | ?                  | 케레이트            | 집사에는 대응하는 인명이 없고, 원사 권122에 열전이 있다.                 |
| 퀼다르 세첸          | Qūildār Sājān             | 忽亦勒荅児          | 21        | 중군 좌익          | 망구트              | 실제로는 1206년 이전에 사망하였다. 원사 권121에 열전이 있다.             |
| 시르구이             |                           | 失魯該              | 22        | ?                  | 제레이트(Je'üreyid) | 집사에는 대응하는 인명이 없지만 원사 권132에 손자의 열전이 있다.         |
| 제데이 노얀          | Jadī Nūyān                | 者台                | 23        | 중군 우익          | 망구트              | 톨루이의 왕부                                                            |
| 타가이               |                           | 塔該                | 24        | ?                  | 술두스              | 집사에는 대응하는 인명이 없지만 원사 권129에 그의 손자의 열전이 있다.    |
| 챠칸 코아            | (Tughrīl)                 | 察合安豁阿          | 25        | 콜겐 가문          | 노구즈              | 집사에는 그의 뒤를 이은 아들 토오릴만이 기록되어 있다.                   |
| 아라크 노얀          | (Mankqul Turkān)          | 阿剌黒              | 26        | 중군 우익          | 바아린              | 손잰 바얀은 원사 권127에 열전이 있다.                                    |
| 소르칸 시라          | (Sudun Nūyān)             | 鎖児罕失剌          | 27        | 중군 우익          | 술두스              | 집사에는 그의 뒤를 이은 손자 소돈 노얀만이 기록되어 있다.                |
| 부르칸 카라차        | Bālūqān Qālja             | 不魯罕              | 28        | 중군 우익          | 바를라스            | 손자인 쿠룸시는 원사 권135에 열전이 있다.                                |
| 카라차르             | Qārājār                   | 哈剌察児            | 29        | 차가타이 가문      | 바를라스            | 차가타이의 왕부로 티무르 가문의 시조이다.                                |
| 코코추스             |                           | 闊可搠思            | 30        | 차가타이 가문      | 바아린              | 차가타이의 왕부였으나 집사에는 대응하는 인물이 없다.                     |
| 수이게투 체르비      | Sūkātū Jarbī              | 速亦客禿扯児必      | 31        | 중군 우익          | 콩코탄              | 뭉릭 에치게(1위)의 아들                                                  |
| 나야아 노얀          | Nāya Nūyān                | 乃牙阿              | 32        | 중군 좌익          | 바아린              | 바아린 부족의 세 천인대를 거느렸으며 만인대장에도 임명되었다.            |
| 조스쿠               |                           | 種索                | 33        | 옷치긴 가문        | 노야킨              | 옷치긴 가문의 왕부였으나 집사에는 대응하는 인물이 없다.                  |
| 쿠추구르             | Kūchūkūr                  | 古出古児            | 34        | ?                  | 베스투              | 데구이(11위)의 동생                                                      |
| 바라 오로나울타이    |                           | 巴剌                | 35        | ?                  | 오로나울            | 증손자로 산동(山東) 복주(濮州)의 만인대장이었던 매려(買閭)가 있다.       |
| 다이르               | Dāīr                      | 荅亦児              | 36        | 우구데이 가문      | 콩코탄              | 인도 방면의 탐마치(Tammači) 초대 사령관이 되었다.                        |
| 무게                 | Mūka Nūyān                | 木格                | 37        | 차가타이 가문      | 잘라이르            | 차가타이의 왕부                                                          |
| 부지르               | Būjir Nūyān               | 不只児              | 38        | 중군 좌익          | 우르우트            | 주르체데이(6위)의 아들                                                   |
| 몽케우르             | Mūnkkūr                   | 蒙古兀児            | 39        | 주치 가문          | 시지우트            | 주치의 왕부                                                              |
| 도르아다이           | Tūlādāī bāūrchī           | 朶囉阿歹            | 40        | 중군 좌익?         | 잘라이르            | 집사에는 「천인대 일람」 이외에 곳곳에서 발견되고 있다.                  |
| 보겐                 |                           | 孛堅                | 41        |                    | 오로우르            | 아들 쿠두는 원사 권135에 열전이 있다.                                    |
| 쿠두스               | Qūtūs Qalja               | 忽都思              | 42        | 중군 좌익          | 바를라스            | 쿠빌라이(8위)의 동생                                                     |
| 마랄                 |                           | 馬剌勒              | 43        | ?                  | ?                   | 상세한 것은 알 수 없다.                                                  |
| 제브게               |                           | 者卜客              | 44        | 카사르 가문        | 잘라이르            | 카사르 가문의 왕부였으나 『집사』에는 대응하는 인물이 없다.              |
| 주치 자우르칸        | jūchī jāūrqāī             | 余嚕罕              | 45        | ?                  | 잘라이르            | 원사 권131에 그의 손자 아우르쿠치의 열전이 있다.                         |
| 코코 부카            |                           | 闊闊                | 46        | ?                  | ?                   | 상세한 것은 알 수 없다.                                                  |
| 제베                 | Jebe Nūyān                | 者別                | 47        | 소속은 알 수 없다. | 베스투              | 사구의 한 사람이었으나 집사의 「일람」에는 기재되어 있지 않다.           |
| 우두타이             |                           | 兀都台              | 48        | ?                  | ?                   | 상세한 것은 알 수 없다.                                                  |
| 바라 제르비          | Balā Nūyān                | 巴剌扯児必          | 49        | 중군 우익          | 잘라이르            | 알카이 카사르(후술)의 동생                                               |
| 케테                 | hūshītāī?                 | 客帖                | 50        | 주치 가문          | 후진                | 주치의 왕부                                                              |
| 수베테이             | Sūbadāi Bahādūr           | 速別額台            | 51        | 중군 좌익          | 우리얀한            | 사구의 한 사람으로, 자손은 대대로 톨루이 가문을 섬겼다.                  |
| 몽케 카르자          | Mūnkā Qalja               | 蒙可哈勒札          | 52        | 중군 좌익          | 망구트              | 퀴르달 세첸(21위)의 아들                                                 |
| 쿠르차쿠스           |                           | 忽児察忽思          | 53        | ?                  | ?                   | 상세한 것은 알 수 없다.                                                  |
| 게우기 노얀          | Kūkī Nūyān                | 苟吉                | 54        | 중군 우익          | 키야트              | 『집사』에는 몽케트와 두 사람이 1개 천인대를 소유하였다.                 |
| 바다이               | Bādāī                     | 巴歹                | 55        | 소속은 알 수 없다. | 오르나우르          | 공적에 따라 다르한이라는 칭호를 받았다.                                  |
| 케시리크             | Qīshlīq                   | 乞失里克            | 56        | 소속은 알 수 없다. | 오르나우르          | 바다이의 동료로 증손자인 哈剌哈孫은 원사 권136에 열전이 있다.            |
| 케흐테이 노얀        | Kehtei Nūyān              | 客台                | 57        | 중군 좌익          | 우르우트            | 1227년 시점에서는 우르우트 부족의 4개 천인대를 거느리고 있었다.          |
| 차우르카이           |                           | 察兀児孩            | 58        | 카치운 가문        | 우리얀한            | 카치운의 왕부                                                            |
| 옹기란               |                           | 翁吉㘓              | 59        | ?                  | ?                   | 상세한 것은 알 수 없다.                                                  |
| 도곤                 |                           | 脱歓                | 60        | ?                  | ?                   | 상세한 것은 알 수 없다. 보로굴(15위)의 아들이라는 설도 있다.             |
| 테무르               |                           | 帖木児              | 61        | ?                  | 수니투              | 상세한 것은 알 수 없다.                                                  |
| 몽게투               | Ｍūkatū Qiyān             | 蔑格禿              | 62        | 중군 우익          | 키야트              | 『집사』에서는 게우기와 함께 두 사람이 1개 천인대를 소유하였다.          |
| 카다안 다르두르칸    | Qadān Kabtāūl             | 合荅安              | 63        | 중군 우익          | 수니트              | 우구데이의 시대에는 케식의 장으로 발탁되었다.                            |
| 모로카               |                           | 抹囉合              | 64        | ?                  | ?                   | 상세한 것은 알 수 없다.                                                  |
| 도리 부카            |                           | 朶哩不合            | 65        | ?                  | ?                   | 상세한 것은 알 수 없다.                                                  |
| 이두카타이           |                           | 亦都合歹            | 66        | 차가타이 가문      | ?                   | 차가타이 가문의 왕부였으나, 집사에는 대응하는 인물이 없다.               |
| 시라쿠르             |                           | 失剌忽勒            | 67        | ?                  | 케레이트            | 집사에는 대응하는 인명이 없지만 원사 권134에 손자의 열전이 있다.         |
| 베둔                 |                           | 倒温                | 68        | ?                  | ?                   | 상세한 것은 알 수 없다.                                                  |
| 타마치               |                           | 塔馬赤              | 69        | ?                  | ?                   | 상세한 것은 알 수 없다.                                                  |
| 모쿨 쿠란            | Mūqūr Qūrān               | 合兀㘓              | 70        | 중군 우익          | 아다르킨            | 아다르킨 부족의 수장                                                     |
| 아르치               |                           | 阿勒赤              | 71        | ?                  | ?                   | 상세한 것은 알 수 없다.                                                  |
| 토사카               | Dūsūqa                    | 脱撒合              | 72        | 중군 우익          | 도르벤              | 자손은 주로 훌라구 울루스에서 활약하였다.                                |
| 톤퀴다이             |                           | 統灰歹              | 73        | ?                  | ?                   | 상세한 것은 알 수 없다. 친카이와 동일인물이라는 설도 있다.               |
| 토브카               |                           | 脱不合              | 74        | ?                  | 케레이트            | 집사에는 대응하는 인명이 없지만 원사 권134에 손자의 열전이 있다.         |
| 아지나이             |                           | 阿只乃              | 74        | ?                  | ?                   | 상세한 것은 알 수 없다. 안추르와 동일인물이라는 설도 있다.               |
| 토이데게르           |                           | 禿亦迭格児          | 76        | ?                  | ?                   | 상세한 것은 알 수 없다.                                                  |
| 세체우르             |                           | 薛潮兀児            | 77        | ?                  | 콜라스              | 원래는 바우르치(음식을 관리하는 자) 직책에 있었다.                       |
| 제데르               |                           | 者迭児              | 78        | ?                  | ?                   | 원사 권123의 직탈아(直脱児)와 동일인물이라는 설이 있다.                  |
| 우랄 큐레겐          | Ūlār Kūrūān               | 斡剌児古咧堅        | 79        | ?                  | 옹기라트            | 칭기즈 칸의 어머니 호엘룬의 동생                                         |
| 킹기야다이           | Kīnkiyātāī                | 軽吉牙歹            | 80        | 중군 우익          | 올쿠누트            | 칭기즈 칸의 어머니 호엘룬의 동생                                         |
| 부카 퀴레겐          |                           | 不合古咧堅          | 81        | ?                  | 바야우트            | 바야우트 부족의 수장으로 부르간 하툰이 있었다.                           |
| 쿠릴                 |                           | 忽憐勒              | 82        | ?                  | ?                   | 상세한 것은 알 수 없다. 콩라트부라는 설도 있다.                          |
| 아식 퀴레겐          | Shīkū Kūrkān              | 阿失黒古咧堅        | 83        | 중군 좌익          | 콩기라트            | 콩기라트 부족의 4개 천인대를 거느렸다.                                   |
| 카다이 쿠레겐        |                           | 合歹古咧堅          | 84        | 중군 좌익?         | 콩기라트            | 알치 쿠레겐(86위)의 종형제였다.                                          |
| 치브 쿠레겐          | Jīkū Kūrkān(部族史)       | 赤古古咧堅          | 85        | 중군 좌익?         | 콩기라트            | 알치 쿠레겐(86위)의 아들                                                 |
| 알치 쿠레겐          | Aljī Kūrkān               | 阿勒赤古咧堅        | 86        | 중군 좌익          | 콩기라트            | 콩기라트 부족의 수장으로 5개 천인대를 거느렸다.                          |
| 부투 쿠레겐          | Būtū Kūrkān               | 不禿古咧堅          | 87        | 중군 좌익          | 이키레스            | 이키레스 부족의 수장으로 3개 천인대를 거느렸다.                          |
| 아라쿠시 데기트 쿠리 | Alāqūsh Tīkīn             | 阿剌忽失的吉惕忽哩  | 88        | 중군 우익          | 옹구트              | 옹구트 부족의 수장으로 4개 천인대를 거느렸다.                            |

### 1206년 이후 칭기즈 칸에게 임명된 천인대장
| 천인대장          | 페르시아어 표기(집사) | 한자 표기(비사)        | 소속      | 부족        | 비고                                                                              |
| ----------------- | --------------------- | ---------------------- | --------- | ----------- | --------------------------------------------------------------------------------- |
| 아르카이 카사르   | Arghāi Qasār Nūyān    | 阿児孩合撒児           | 중군 우익 | 잘라이르    | 1206년 시점에서는 시위(타르쿠트turqa'ud)의 수장의 한 사람이었다.                  |
| 이순 테르         | Yīsūn Tūā Ṭarqaī      | 也孫帖額               | 중군 우익 | 우리얀한    | 1206년 시점에서는 전통사(코르치qorči의 수장의 한 사람이었다.                      |
| 도고르쿠 제르비   | Dūqulqū Jarbī         | 多豁勒忽扯児必         | 중군 좌익 | 아를라트    | 1206년 시점에서는 시위(turqa'ud)의 수장의 한 사람이었다.                          |
| 오게레 제르비     | Ūkla Jarbī            | 斡歌連扯児必           | 중군 좌익 | 아를라트    | 1206년 시점에서는 시위(turqa'ud)의 수장의 한 사람이었다.                          |
| 쿠투가 베키       | Qūtūqa Bīkī           | 忽都合別乞             | 중군 우익 | 오이라트    | 오이라트 부족의 수장으로 4개 천인대를 거느렸다.                                   |
| 주스쿠/타사우르   | Qūshāūl/Jūsūq         | 火朱勒(성무친정록)     | 중군 좌익 | 자다라트    | 자다라트 부족의 세 천인대를 거느렸다.                                             |
| 우야르 원수(元帥) | Ūyār Wānshī           | 烏葉児元帥(성무친정록) | 중군 좌익 | 카라 키타이 | 거란인으로 구성된 천인대를 거느리고 있었으며, 원사 권120에 열전이 있다.           |
| 토간 원수         | Tughān Wānshī         | 禿花元帥(성무친정록)   | 중군 좌익 | 주르치      | 여진인으로 구성된 천인대를 10개 거느리고 있었으며, 원사 권149에 그의 열전이 있다. |

1206년 시점에서 성립된 95개 천인대에 여기에 거론된 9인이 거느린 33개의 천인대를 더해, 또한 칭기즈 칸 자신의 천인대를 더하면 『집사』에서 기록한 「129개 천인대」와 일치하게 된다.

## 참고 문헌
- 스기야마 마사아키(杉山正明), 『몽골 제국과 대원 울루스(モンゴル帝国と大元ウルス)』, 교토대학 학술출판회(京都大学学術出版会), 2004년.
- 혼다 미노부(本田實信), 『몽골시대사연구(モンゴル時代史研究)』, 도쿄대학 출판회(東京大学出版会), 1991년.
- 오바 쇼이치(大葉昇一), 「몽골제국=원나라의 군대조직：특히 지휘계통과 편성방식에 대하여(モンゴル帝国=元朝の軍隊組織 : とくに指揮系統と編成方式について)」, 『사학잡지(史学雑誌)』 제95편, 도쿄대학 문학부 내 사학회(東京大学文学部内史学会), 1986년.
- 무라카미 마사츠구(村上正二) 역주, 『몽골비사(モンゴル秘史)』 2·3권, 평범사(平凡社), 1972·1976년.
- 카타야마 토모오(片山共夫), 「케식과 원나라 관료제(怯薛と元朝官僚制)」,『사학잡지(史学雑誌)』 제89편, 1980년.

## 같이 보기
- 만호제(万户制)
- 맹안모극제(猛安谋克制)